# Budniki (Lidzbark Warmiński)
Budniki (deutsch Bundien) ist ein Ort in der polnischen Woiwodschaft Ermland-Masuren. Er gehört zur Landgemeinde Lidzbark Warmiński (Heilsberg) im Powiat Lidzbarski (Kreis Heilsberg).

## Geographische Lage
Budniki liegt im nördlichen Westen der Woiwodschaft Ermland-Masuren, acht Kilometer nordöstlich der Kreisstadt Lidzbark Warmiński (Heilsberg).

## Geschichte

### Ortsgeschichte
Der kleine Gutsort Bundienen, nach 1785 erst Bundien genannt, wurde am 21. Mai 1874 ein Amtsdorf und damit namensgebend für einen Amtsbezirk im ostpreußischen Kreis Heilsberg im Regierungsbezirk Königsberg. Im Jahre 1910 zählte Bundien 70 Einwohner.
Am 30. September 1928 verlor Bundien seine Eigenständigkeit, als es in das benachbarte  Katzen (polnisch Kotowo) eingemeindet wurde. Am 27. Januar 1930 wurde der Amtsbezirk Bundien aufgelöst und in „Amtsbezirk Settau“ (polnisch Żytowo) umbenannt wurde.
Als in Kriegsfolge im Jahre 1945 das gesamte südliche Ostpreußen an Polen fiel, erhielt Bundien die polnische Namensform „Budniki“. Der Ort gehört jetzt als Osada (= „Siedlung“) zur Gmina Lidzbark Warmiński (Landgemeinde Heilsberg) im Powiat Lidzbarski (Kreis Heilsberg), von 1975 bis 1998 der Woiwodschaft Olsztyn, seither der Woiwodschaft Ermland-Masuren zugeordnet. Im Jahre 2021 zählte Budniki 47 Einwohner.

### Amtsbezirk Bundien (1874–1930)
In der Zeit seines Bestehens gehörten zum Amtsbezirk Bundien:
| Deutscher Name    | Polnischer Name | Anmerkungen                                                             |
| ----------------- | --------------- | ----------------------------------------------------------------------- |
| Bundien           | Budniki         | 1928 nach Katzen eingemeindet                                           |
| Großendorf, Forst | Jagodów         | etwa 1908 nach Wichertshof, Forst, im Amtsbezirk Heilsberg umgegliedert |
| Jegothen          | Jagoty          |                                                                         |
| Katzen            | Kotowo          |                                                                         |
| Konnegen          | Koniewo         |                                                                         |
| Settau            | Żytowo          |                                                                         |

Die vier Orte Jegothen, Katzen, Konnegen und Settau wurden 1930 in den Amtsbezirk Settau umgegliedert.

## Religion
Budniki gehört heute wie Bundien bereits vor 1945 zur römisch-katholischen Kirche in Rogóż (Roggenhausen), jetzt im Erzbistum Ermland gelegen.
Bundien war vor 1945 auch in die evangelische Kirche Heilsberg in der Kirchenprovinz Ostpreußen der Kirche der Altpreußischen Union eingegliedert, Budniki aber ist jetzt der Diözese Masuren der Evangelisch-Augsburgischen Kirche in Polen zugehörig.

## Verkehr
Budniki liegt an einer entlang der Alle (polnisch Łyna) verlaufenden Nebenstraße 1543N,  die Kotowo (Katzen) mit der Kreisstadt Lidzbark Warmiński verbindet.
Eine Bahnanbindung besteht nicht. Bis 1945 war Heilsberg die nächste Bahnstation.